# Povilla andamanensis
Povilla andamanensis (лат.) — вид подёнок рода Povilla из семейства Polymitarcyidae.

## Этимология
Название нового вида P. andamanensis дано по месту обнаружения (Андаманские острова) и phagus («пожиратель» по-латыни), что указывает на его уникальную особенность сверлить камни.

## Описание
Длина тела самцов от 8,5 до 9,75 мм (самка 11,75 мм), передние крылья от 9,5 до 10,5 мм (самка 15,5 мм), задние крылья от 4,25 до 5,0 мм. Глаза чёрные. Апикальная часть оцеллий белая, базальная часть чёрная. Голова беловатая, дорзум черноватый, за исключением большого треугольного беловатого пятна на темени. Усики беловатые, скапус и педицель сверху черноватые. Грудь: переднеспинка беловатая, с чёрными отметинами; среднеспинка желтовато-белая с чёрным, средняя часть спины светлее боковых частей, швы темнее; заднеспинка желтовато-белая с чёрным; мезоэпистернум коричневый. Ноги: передние ноги беловатые, с чёрными отметинами; средние и задние ноги беловатые, тазики и вертлуги чёрные, дорсальный край бёдер с чёрным.

## Систематика
Povilla andamanensis был впервые описан в 1984 году американскиv энтомологjv Michael David Hubbard (1946—2012) по типовым материалам из Андаманских островов (около Мьянмы). От близких видов своего рода отличается следующими признаками: 1) отсутствует фиолетовое пятно у основания передних крыльев; 2) жилка MA передних крыльев разветвляется ближе к основанию крыльев, чем жилка Rs, примерно на 1/10 расстояния от основания жилки до края; 3) голова беловатая; 4) грудь беловатая, с черным налетом.

## Распространение
Андаманские острова.